# Parco urbano Giorgio Bassani
Il parco urbano Giorgio Bassani è un'ampia area compresa tra le mura di Ferrara ed il fiume Po.

## Storia

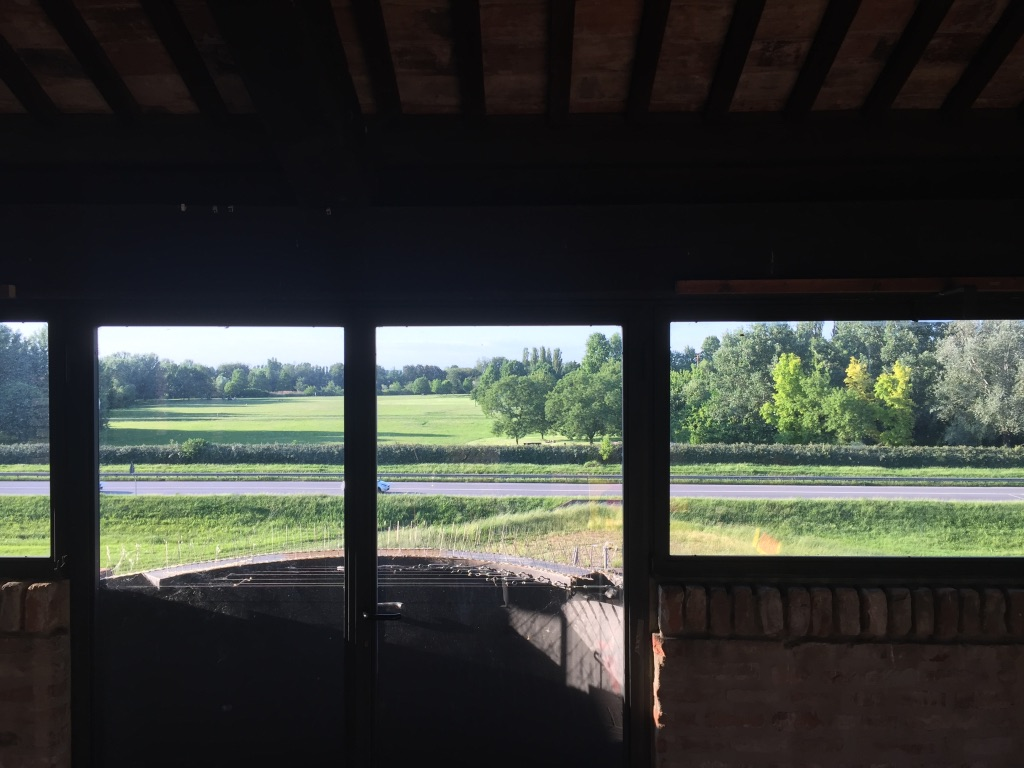
Parco urbano visto dalla torre della porta degli Angeli.

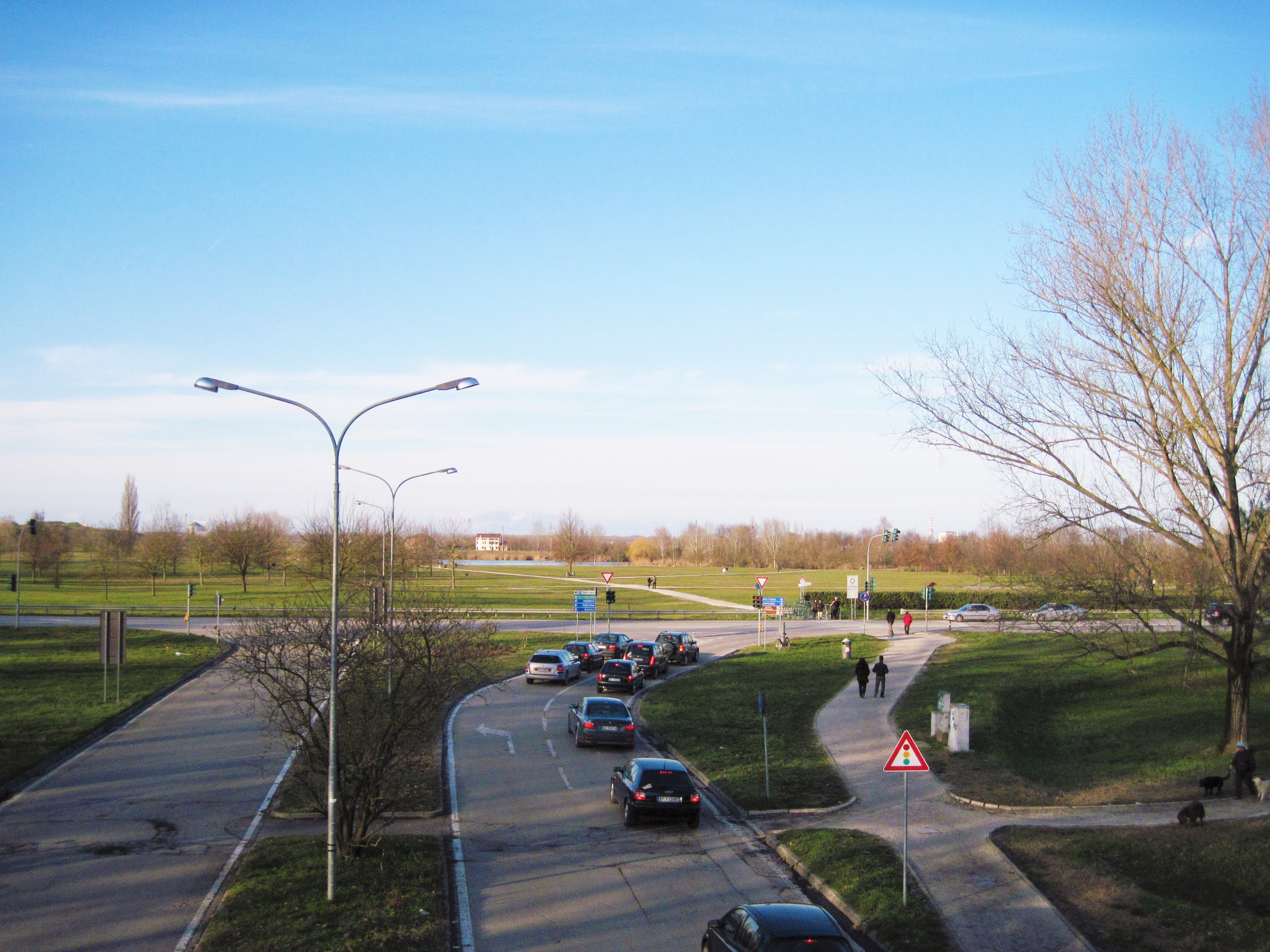
Incrocio di via Azzo Novello con via Bacchelli in corrispondenza del parco urbano, a ovest della porta degli Angeli.

L'area nella quale si trova questa distesa verde a nord delle mura di Ferrara è stata preservata nel tempo dall'urbanizzazione che ha interessato tutte le altre zone periferiche cittadine e, a partire dal 2003, è stata dedicata alla memoria di Giorgio Bassani.

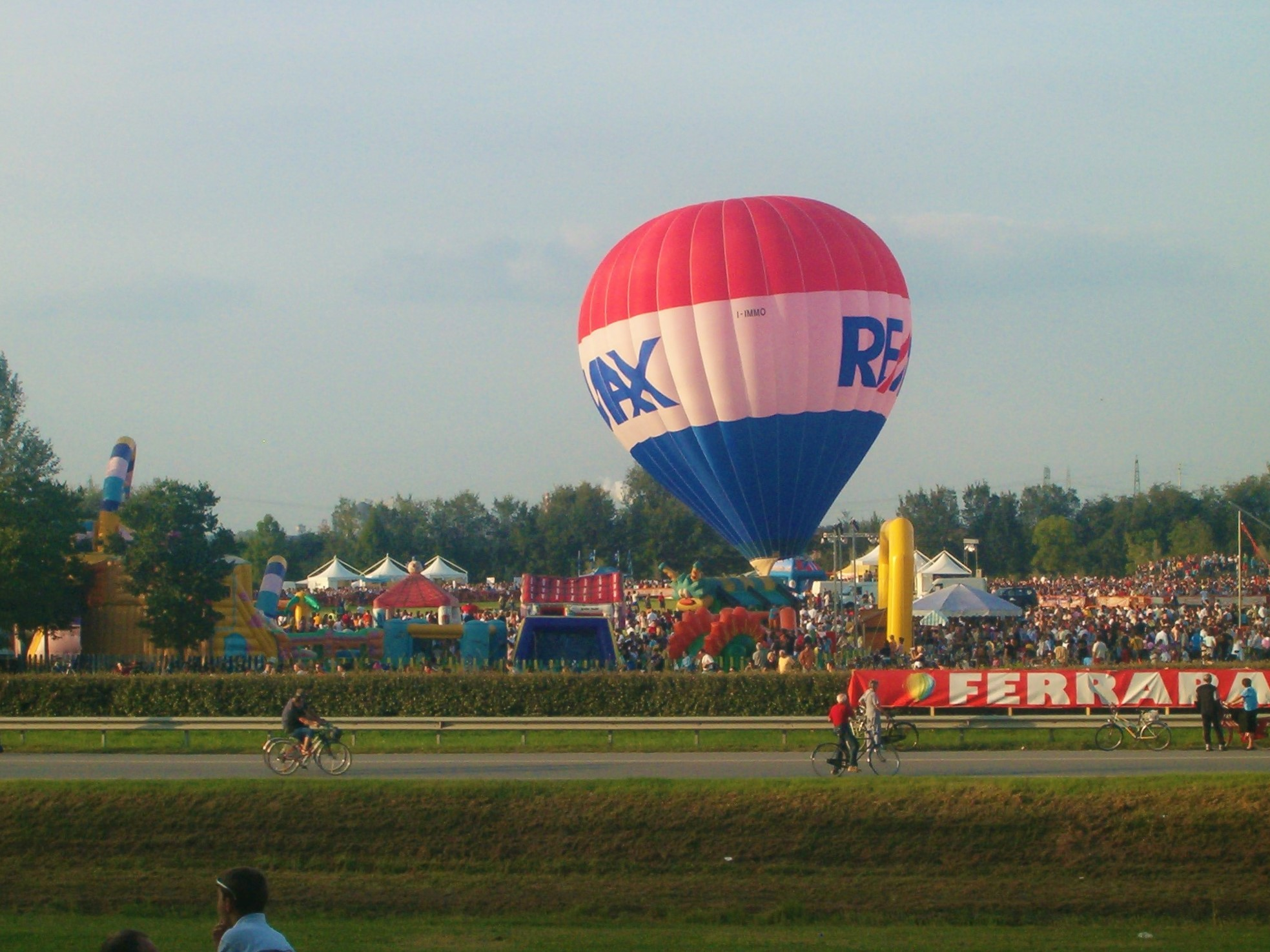
Una mongolfiera si sta alzando dal Parco urbano Giorgio Bassani durante il Ferrara Balloons Festival.

Il parco si estende in corrispondenza del tratto più occidentale dei rampari di Belfiore, che sono parte del terrapieno costitutivo delle mura. Una bella panoramica della zona si può ammirare dalla sala superiore della porta degli Angeli.
L'intervento urbanistico più recente che ha interessato le mura cittadine in questo tratto, il più lontano dal centro cittadino, è stata l'apertura di due fornici, nel 1979, in corrispondenza di via Azzo Novello. 
Questo ha distrutto in modo irreparabile un tratto di difesa rinascimentale della città estense ma ha permesso anche di ricavare un passaggio per i mezzi moderni senza toccare l'antica porta degli Angeli e la parte più settentrionale di corso Ercole I d'Este.

## Descrizione
Il parco viene utilizzato per varie manifestazioni, tra queste il Ferrara Balloons Festival e il festival internazionale degli Aquiloni (Vulandra).
In passato, per 13 anni, ha ospitato un festival denominato High Foundation dedicato alla musica ed a progetti giovanili diversi. L'esperienza si è conclusa nel 2014 per motivi economici.